# Papuapsylla papuana
Papuapsylla papuana är en loppart som först beskrevs av Jordan et Rothschild 1922.  Papuapsylla papuana ingår i släktet Papuapsylla och familjen Stivaliidae. Inga underarter finns listade i Catalogue of Life.